# Tadeusz Bietkowski
Tadeusz Adolf Bietkowski (ur. 30 lipca 1895 w Buczaczu, zm. 4 lutego 1977) – doktor praw, kapitan służby sprawiedliwości Wojska Polskiego, major Polskich Sił Zbrojnych na Zachodzie.

## Życiorys
Urodził się 30 lipca 1895 w Buczaczu. Był synem Mariana i Heleny z domu Praczyńskiej. Ukończył c.k. Gimnazjum w Buczaczu.
Po wybuchu I wojny światowej służył w oddziałach strzeleckich od 6 sierpnia 1914, a następnie wstąpił Legionów Polskich, od września 1914 służył w 1 szwadronie 1 pułku ułanów pod dowództwem ppłk. Władysława Beliny-Prażmowskiego. Z uwagi na problemy ze zdrowiem został zwolniony ze służby w legionach 17 marca 1915. Następnie pracował w batalionie uzupełniającym nr 1 od końca sierpnia 1915, w biurze werbunkowym Departamencie Wojskowym Naczelnego Komitetu Narodowego w Puławach oraz w 1 pułku piechoty od lipca 1916. Został zwolniony ze służby w połowie stycznia 1918. Jego brat Stanisław (ur. 1891), także służył w Legionach. U kresu wojny od początku listopada 1918 bracia Stanisław i Tadeusz Bietkowscy w stopniach podchorążych w szeregach Lotnego Konnego Oddziału Karabinów Maszynowych Naczelnej Komendzie brali udział w obronie Lwowa podczas wojny polsko-ukraińskiej.
Po odzyskaniu przez Polskę niepodległości obaj zostali przyjęci do Wojska Polskiego. Brali udział w wojnie polsko-bolszewickiej. Tadeusz Bietkowski został awansowany do stopnia porucznika kawalerii. W 1923, 1924 był oficerem zawodowym 2 pułku ułanów w garnizonie Suwałki. W jednostce pełnił funkcję dowódcy plutonu i zastępcy dowódcy szwadronu karabinów maszynowych. Został instruktorem wyszkolenia strzeleckiego w Centrum Wyszkolenia Kawalerii. Ukończył studia uzyskując tytuł naukowy doktora praw. Później został zweryfikowany w stopniu kapitana w korpusie oficerów sądowych ze starszeństwem z dniem 1 lipca 1927 i na przełomie lat 20. i 30. sprawował stanowisko podprokuratora przy Wojskowym Sądzie Okręgowym nr VI we Lwowie. Później został naczelnikiem wydziału Izby Skarbowej we Lwowie.
Po wybuchu II wojny światowej i agresji ZSRR na Polskę z 17 września 1939 został aresztowany przez Sowietów i deportowany w głąb Związku Radzieckiego. Po zawarciu układu Sikorski-Majski z 30 lipca 1941 został zwolniony i został przyjęty do formowanych Polskich Sił Zbrojnych w ZSRR. Później pełnił funkcję sędziego wojskowego w 2 Korpusie Polskim w składzie Polskich Sił Zbrojnych na Zachodzie. Mianowany do stopnia majora w korpusie oficerów sądowych.
Po wojnie pozostał na emigracji w Wielkiej Brytanii. Zmarł 4 lutego 1977 i został pochowany na cmentarzu Laggantygown szkockiej miejscowości Aviemore.

## Ordery i odznaczenia
- Krzyż Walecznych (dwukrotnie)
- Medal Niepodległości (15 czerwca 1932)[13]
- Srebrny Krzyż Zasługi (19 marca 1931)[14]